# Partito Popolare Monarchico
Il Partito Popolare Monarchico (in portoghese Partido Popular Monárquico - PPM) è un partito politico portoghese fondato nel 1974 da vari gruppi monarchici che si opponevano alla dittatura dell'Estado Novo, nel contesto della Rivoluzione dei garofani. Tra i suoi obiettivi, oltre alla restaurazione della monarchia, ci sono anche il municipalismo, il regionalismo e l'ecologismo.
Il partito è noto per la sua disputa con Duarte Pio, duca di Braganza, con il leader del partito, Nuno da Câmara Pereira, che sostiene un pretendente rivale, Pedro José, duca di Loulé.

## Storia
Il 23 maggio 1974, un mese dopo la caduta dell'Estado Novo con la Rivoluzione dei garofani e il ripristino di un regime repubblicano democratico, venne fondato il Partito Popolare Monarchico, nel quale Francisco Rolão Preto assunse la presidenza del partito. Da quella data, la direzione del partito passò a Gonçalo Ribeiro Telles, che nel 1993 lo abbandonò per fondare un'altra organizzazione: il Movimento Partido da Terra (MPT) .
Nel 1979 il Partito Popolare portoghese, di centrodestra, propose la creazione di un fronte elettorale col Partito Social Democratico e il Partito Popolare Monarchico. Questa proposta diede vita all'Alleanza Democratica, nota come AD, guidata da Francisco Sá Carneiro, che vinse le elezioni legislative del 1979 e del 1980. Nei governi di centrodestra, il PPM fu rappresentato da alcuni ministri e segretari di Stato, tra cui il presidente del partito, Telles, che fu nominato Ministro di Stato e della Qualità della Vita nel VII° Governo costituzionale .
Il PPM venne rappresentato poi da due deputati all'Assemblea della Repubblica ( Miguel Pignatelli Queiroz e Nuno da Câmara Pereira), che si presentarono nelle liste del PSD alle elezioni legislative del 2005, una situazione che non si era verificata dopo lo scioglimento dell'Alleanza Democratica.

## Leader
- Gonçalo Ribeiro Telles, 1974–1988
- Augusto Ferreira do Amaral, 1988–1990
- Nuno Cardoso da Silva, 1990–1993
- Fernando de Sá Monteiro, 1993–1997
- Miguel Ataíde, 1997–2005
- Nuno da Câmara Pereira, 2005–2010
- Paulo Estêvão, 2010–2017
- Gonçalo da Câmara Pereira, 2017–oggi

## Risultati elettorali

### Legislative
| Elezioni         | Voti                           | Seggi   |
| ---------------- | ------------------------------ | ------- |
| Legislative 1976 | 28.320                         | 0 / 250 |
| Legislative 1979 | nell'Alleanza Democratica      | 5 / 250 |
| Legislative 1980 | nell'Alleanza Democratica      | 6 / 250 |
| Legislative 1983 | 27.635                         | 0 / 250 |
| Legislative 1985 | nel Partito Socialista         | 1 / 250 |
| Legislative 1987 | 23.218                         | 0 / 250 |
| Legislative 1991 | 25.216                         | 0 / 230 |
| Legislative 1995 | 5.932                          | 0 / 230 |
| Legislative 1999 | 16.522                         | 0 / 230 |
| Legislative 2002 | 12.398                         | 0 / 230 |
| Legislative 2005 | nel Partito Social Democratico | 2 / 230 |
| Legislative 2009 | 15.262                         | 0 / 230 |
| Legislative 2011 | 14.687                         | 0 / 230 |
| Legislative 2015 | 14.897                         | 0 / 230 |
| Legislative 2019 | 8.389                          | 0 / 230 |
| Legislative 2022 | 260                            | 0 / 230 |
| Legislative 2024 | nell'Alleanza Democratica      | 0 / 230 |

### Europee
| Elezioni     | Voti                      | Seggi  |
| ------------ | ------------------------- | ------ |
| Europee 1987 | 155.990                   | 0 / 24 |
| Europee 1989 | 84.272                    | 0 / 24 |
| Europee 1994 | 8.300                     | 0 / 25 |
| Europee 1999 | 16.182                    | 0 / 25 |
| Europee 2004 | 15.454                    | 0 / 24 |
| Europee 2009 | 14.414                    | 0 / 22 |
| Europee 2014 | 17.732                    | 0 / 21 |
| Europee 2019 | in Bastaǃ                 | 0 / 21 |
| Europee 2024 | nell'Alleanza Democratica | 0 / 21 |